# Servizio pubblico federale mobilità e trasporti
Il Servizio pubblico federale mobilità e trasporti (in olandese: Federale Overheidsdienst Mobiliteit en Vervoer, in francese: Service public fédéral Mobilité et Transports, in tedesco: Föderaler Öffentlicher Mobilität und Verkehr) è un servizio pubblico federale del governo federale del Belgio responsabile della preparazione, attuazione e sostenimento della politica federale sulla mobilità e i trasporti a beneficio della popolazione, delle imprese e dell'economia del paese. Il SPF mobilità e trasporti è la nuova agenzia dell'ex Ministero dei trasporti e delle infrastrutture.
Tra le organizzazioni presenti nel SPF mobilità e trasporti, è presente il Consiglio di investigazione marittima così come il Dipartimento investigazioni sugli incidenti aerei.
L'edificio principale del SPF si trova nel City Atrium nel distretto di Bruxelles Nord.

## Storia
Il Ministero dei trasporti e delle infrastrutture è stato istituito il 16 giugno 1884 come l'ottavo dei ministeri belgi. Ha assunto diversi nomi durante la sua esistenza, in particolare la denominazione di Ministero delle ferrovie, delle poste e dei telegrafi e Ministero dei trasporti. Il cambio di nome da ministero in Servizio pubblico federale è avvenuto nel 2001 come parte del Piano Copernicus.